# Kaitseliit
Der Kaitseliit (deutsch Verteidigungsbund) ist der militärische Freiwilligenverband der estnischen Streitkräfte und besteht aus ausgebildeten und bewaffneten Zivilisten, die im Kriegsfall oder für paramilitärische Hilfsaufgaben schnell mobilisiert werden können.

## Geschichte

### Meilensteine

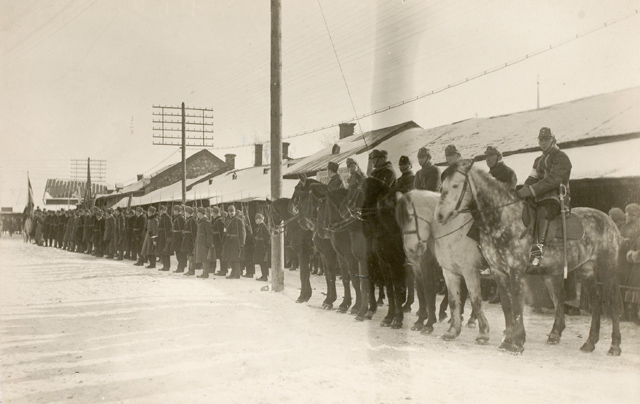
Petseri Kaitseliit Parade um ca. 1930

1917 – Vorläufer der Kaitseliit war eine Bürgerwehr, die sich gegen den Verfall der öffentlichen Ordnung und das Chaos aufgrund der Russischen Revolution stellte.
1918 – Am 11. November wurde diese Bürgerwehr durch den Kaitseliit ersetzt, die als Nationalgarde im Estnischen Freiheitskrieg kämpfte.
1924 – Nach dem kommunistischen Staatsstreichversuch am 1. Dezember wurde der Kaitseliit neu organisiert. Im Oktober 1925 wird die erste Ausgabe der Zeitschrift Kaitse Kodu! publiziert.
1926 – Vom 19. bis 20. Juni fand das erste Festival des Kaitseliit in Tallinn statt. Sechs weitere wurden bis 1940 ausgetragen.
1927 – Um dem Kaitseliit eine familiäre Dimension zu geben, genehmigte der Commander of Defence League die einstweiligen Satzungen der Naiskodukaitse und bildete somit die erste Nebenorganisation.
1928 – Der Ältestenrat, ein Gremium innerhalb des Kaitseliit entschied sich dafür, der Jugendorganisation Noored Kotkad eine Einladung zur Kooperation zukommen zu lassen und diese als Nebenorganisation anzugliedern.
1931 – Die Regierung der Republik verabschiedete die Satzung des Kaitseliit, die noch heute gültig sind.

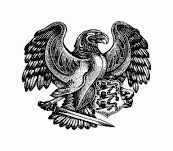
Abzeichen des Kaitseliit

1932 – Die Jugendorganisation Kodutütred wurde durch die Naiskodukaitse gegründet.
1934 – Hausregeln des Kaitseliit wurden aufgestellt, um das Leben und Arbeiten in der Organisation zu regulieren.
1940 – Mit der sowjetischen Besetzung ab dem 17. Juni begann die Zwangsauflösung der Regierung von Estland und des Kaitseliit.
1990 – Der Kaitseliit wurde am 17. Februar in Järvakandi wiedergegründet, um Estlands staatliche Souveränität zu verteidigen.
1991 – Am 4. September stellte der estnische Staatsgerichtshof die Rechte des Kaitseliit als juristische Person wieder her.
1992 – Am 28. April wurde der Kaitseliit als eine Landesverteidigungsorganisation in die estnischen Verteidigungsstreitkräfte eingefügt.
1999 – Am 8. Februar verfasste das Parlament den Defence League Act und legte somit die Position des Kaitseliit in der Gesellschaft und der Landesverteidigung fest, vor allem die Hauptaufgaben, die Struktur der Organisation, die legale Basis ihrer Aktivitäten, die Verwaltung und Kooperation mit anderen Personen.

### Zusammenfassung

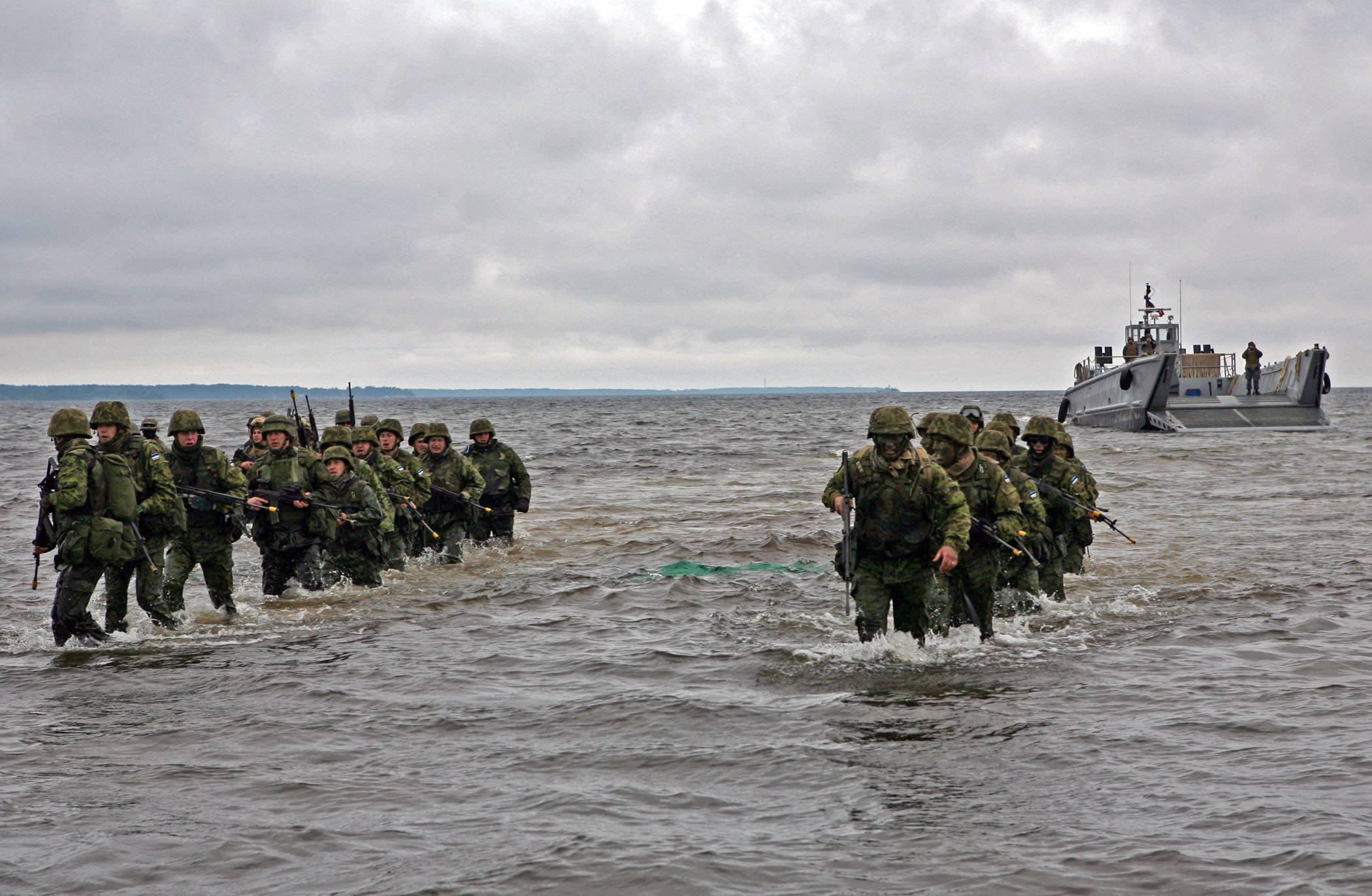
Estnischer Kaitseliit bei einem Manöver

Der Kaitseliit wurde am 11. November 1918, wenige Monate nach der staatlichen Unabhängigkeit Estlands gegründet. Ihr Gründer war der estnische Militär Johan Pitka. Siebzehn Tage später brach der Estnische Freiheitskrieg gegen Sowjetrussland aus, in dem Pitka zum Konteradmiral und Oberbefehlshaber der estnischen Seestreitkräfte ernannt wurde.
In der Zwischenkriegszeit blieb der Kaitseliit eine wichtige militärische Organisation Estlands. Der Verteidigungsbund wurde nach der Besetzung des Landes durch die Sowjetunion 1940 verboten. Führende Mitglieder wurden zusammen mit den Intellektuellen Estlands von den Sowjets nach Sibirien deportiert oder ermordet.
Kurz vor Wiedererlangung der estnischen Unabhängigkeit wurde der Kaitseliit am 17. Februar 1990 wiedergegründet.

## Organisation
Der Kaitseliit ist eine Freiwilligenorganisation, die über eine von den regulären estnischen Streitkräften, den Kaitsevägi, unabhängige Struktur und Organisation verfügt. Sie bildet ihre Angehörigen in militärischen Angelegenheiten aus und vertieft dieses Wissen in Übungen. Die Mitgliedschaft im Kaitseliit ist nicht an eine – auch frühere – Angehörigkeit in den Streitkräften gekoppelt. Vielmehr soll durch den Kaitseliit die Verteidigungsbereitschaft weiter Bevölkerungsteile sichergestellt werden. Zusammen mit den Verteidigungsstreitkräften (Kaitsevägi) bildet der Verteidigungsbund (Kaitseliit) die estnischen Streitkräfte (Kaitsejõud). Im Verteidigungsfall unterstehen auch die Kräfte des Kaitseliit der militärischen Leitung durch den Oberkommandierenden der estnischen Streitkräfte. Des Weiteren besteht eine enge Zusammenarbeit zur Unterstützung der Polizei und des Grenzschutzes.
Der Kaitseliit ist in 15 Bataillone (malev) gegliedert, die weithin den Grenzen der estnischen Landkreise entsprechen. Ein malev unterteilt sich in verschiedene Kompanien (kompanii), eine Kompanie in Züge (rühm), ein Zug in Gruppen (jagu).
Malev und Malevkond sind 2 estnische Truppenteile. Ein Malev ist dabei größer als ein Bataillon, jedoch kleiner als eine Division. Es ist derzeit die größte militärische Formation in der Kaitseliit-Struktur. Ein Malev kann aus mehreren Malevkond bestehen, zum Beispiel besteht das Tallinna Malev aus 4 Tallinna Malevkond.
- Kaitseliit Tallinn (Malev)
  - Kaitseliit Tallinn-Akademiker (Malevkond)
  - Kaitseliit Tallinn-Lääne (Malevkond)
  - Kaitseliit Tallinn-Marine (Division)
  - Kaitseliit Tallinn-Nõmme (Malevkond)
  - Kaitseliit Tallinn-Toompea (Malevkond)
  - Kaitseliit Tallinn-Kristiine (Kompanie)
  - Kaitseliit Tallinn-Põhja-Tallinn (Kompanie)
  - Kaitseliit Tallinn-Ida (Kompanie)
- Kaitseliit Harju (Malev)
- Kaitseliit Rapla (Malev)
- Kaitseliit Alutaguse (Malev)
- Kaitseliit Rakvere (Malev)
- Kaitseliit Jõgeva (Malev)
- Kaitseliit Järva (Malev)
- Kaitseliit Pärnu (Malev)
- Kaitseliit Lääne (Malev)
- Kaitseliit Saaremaa (Malev)
- Kaitseliit Tartu (Malev)
  - Kaitseliit Tartu-Akademiker (Malevkond)
  - Kaitseliit Tartu-Tamme (Malevkond)
  - Kaitseliit Tartu-Elva (Kompanie)
- Kaitseliit Sakala (Malev)
- Kaitseliit Valga (Malev)
- Kaitseliit Võru (Malev)
- Kaitseliit Põlva (Malev)

### Führung

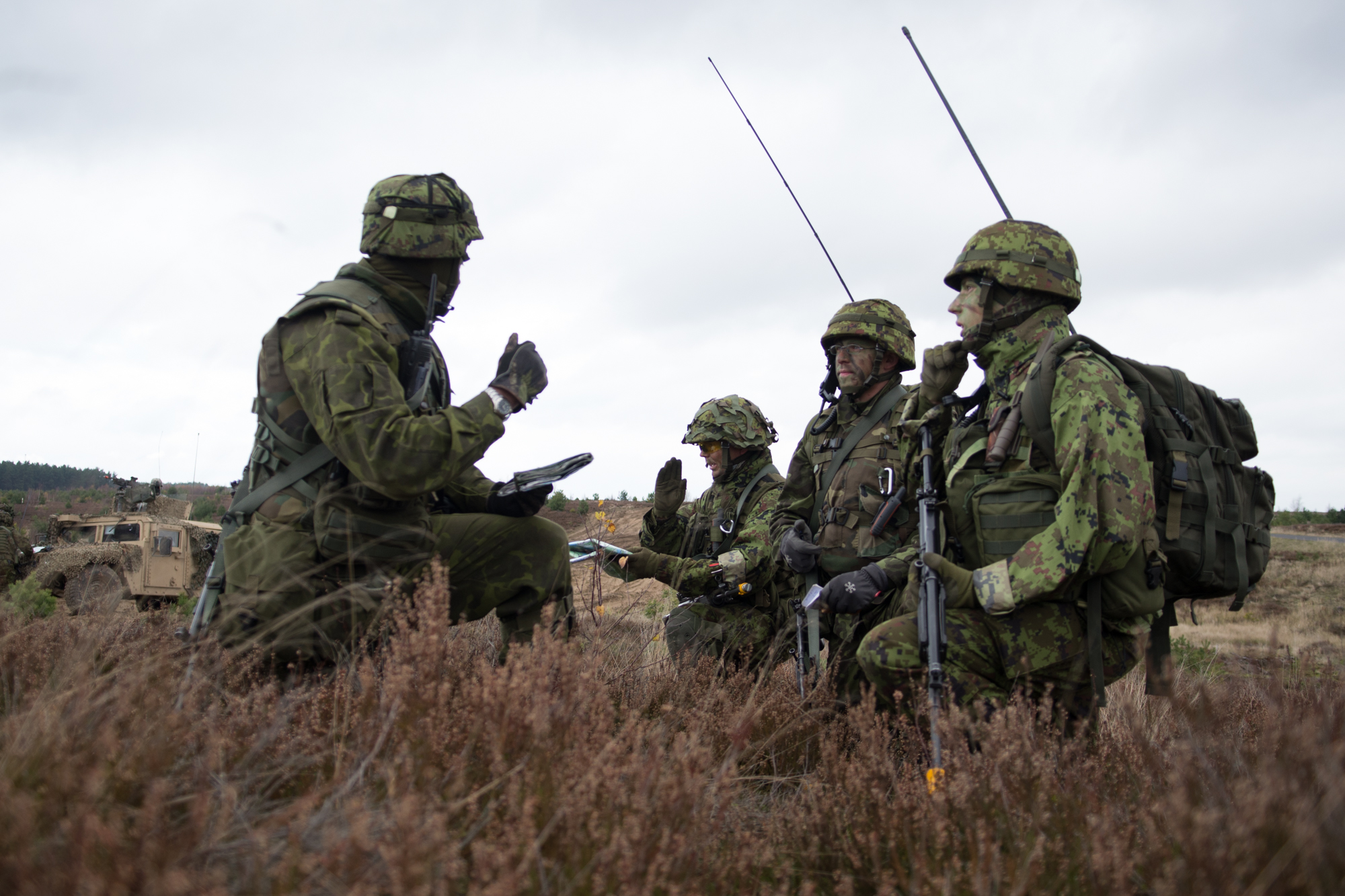
Estnischer Kaitseliit bei der Ausbildung

Der Kaitseliit untersteht dem estnischen Verteidigungsministerium. Ihr ständiger Oberbefehlshaber ist als Oberkommandierender der Staatsverteidigung der Staatspräsident der Republik Estland. Das Hauptquartier des Kaitseliit befindet sich in Tallinn.
Der kaitseliidu ülem ist der militärische Befehlshaber des Kaitseliit und der ranghöchste Offizier, wobei er jedoch nicht der dienstälteste Offizier sein muss. Er steht in der Verantwortung, die Organisation zu bemannen, trainieren, auszurüsten und weiterzuentwickeln. Dabei dient er nicht als direkter Befehlshaber auf dem Schlachtfeld. Der Befehlshaber ist Mitglied und Oberhaupt des Hauptstabs, welches sein wichtigstes organisatorisches Werkzeug ist. Er wird vom kaitseväe juhataja, dem militärischen Befehlshaber der Estnischen Streitkräfte, oder dem Oberbefehlshaber der Staatsverteidigung und somit dem Staatspräsidenten von Estland ernannt.
Der derzeitige kaitseliidu ülem ist seit 2023 Kindralmajor Ilmar Tamm. Sein Chef des Stabes (peastaabi ülem) ist seit 2025 Kolonel Tõnu Miil.

### Personal

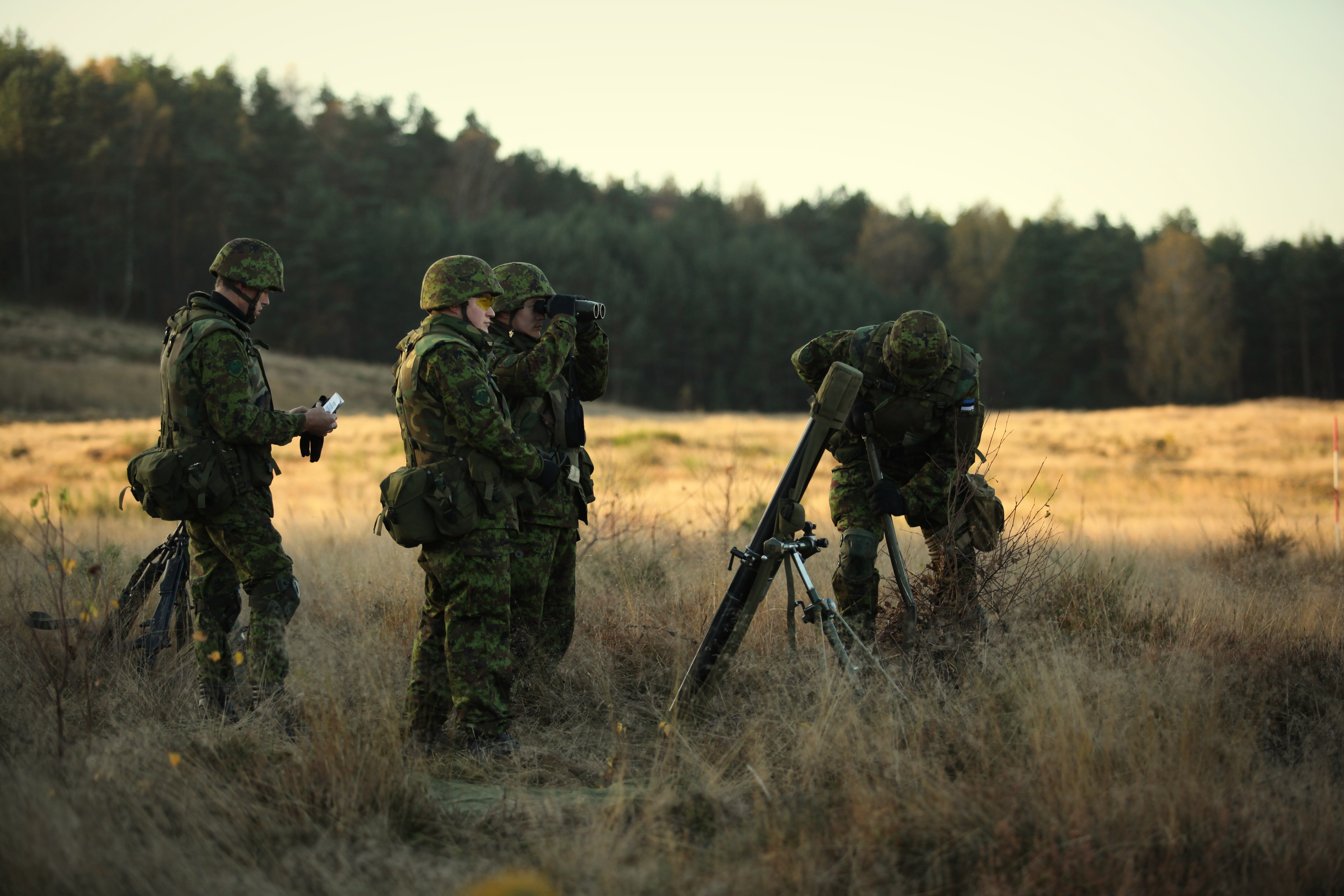
Estnischer Kaitseliit

Dem Kaitseliit und ihren angegliederten Organisationen gehörten im Jahr 2020 25.540 Mitglieder an. Diese setzten sich wie folgt zusammen:
- Kaitseliit – 15.088
- Naiskodukaitse – 2.686
- Noored Kotkad – 3.751
- Kodutütred – 4.015

Der Beginn des Russisch-Ukrainischen Kriegs 2014 hat das Misstrauen gegenüber dem „übermächtigem“ Nachbarn der baltischen Staaten erheblich anwachsen lassen und verursacht einen starken Zulauf von Freiwilligen zum Kaitseliit.
So erfolgte im Jahr 2014 ein Anstieg beim Kaitseliit selbst auf über 14.500 Freiwilligen und insgesamt mit ihrer angegliederten Organisationen auf über 23.000 aktiven Mitgliedern. Dieses entsprach einem Mitgliederzuwachs von ca. 10 % im Jahr 2014.

### Dienstgradabzeichen
Bei dem Kaitseliit wird das Dienstgradsystem des Estnischen Heeres verwendet.
|            | Generäle | Generäle        | Generäle     | Generäle        | Stabsoffiziere | Stabsoffiziere  | Stabsoffiziere | Offiziere                | Offiziere    | Offiziere      | Offiziere             |
| ---------- | -------- | --------------- | ------------ | --------------- | -------------- | --------------- | -------------- | ------------------------ | ------------ | -------------- | --------------------- |
|            |          |                 |              |                 |                |                 |                |                          |              |                |                       |
| Auastmed   | Kindral  | Kindralleitnant | Kindralmajor | Brigaadikindral | Kolonel        | Kolonelleitnant | Major          | Kapten                   | Leitnant     | Nooremleitnant | Lipnik                |
| Dienstgrad | General  | Generalleutnant | Generalmajor | Brigadegeneral  | Oberst         | Oberstleutnant  | Major          | Stabshauptmann Hauptmann | Oberleutnant | Leutnant       | Oberfähnrich Fähnrich |

|            | Unteroffiziere m.P. | Unteroffiziere m.P. | Unteroffiziere m.P. | Unteroffiziere m.P. | Unteroffiziere m.P. | Unteroffiziere o.P. | Unteroffiziere o.P.              | Unteroffiziere o.P. | Mannschaften                      | Mannschaften |
| ---------- | ------------------- | ------------------- | ------------------- | ------------------- | ------------------- | ------------------- | -------------------------------- | ------------------- | --------------------------------- | ------------ |
|            |                     |                     |                     |                     |                     |                     |                                  |                     |                                   |              |
| Auastmed   | Ülemveebel          | Staabiveebel        | Vanemveebel         | Veebel              | Nooremveebel        | Vanemseersant       | Seersant                         | Nooremseersant      | Kapral                            | Reamees      |
| Dienstgrad | Oberstabsfeldwebel  | Stabsfeldwebel      | Hauptfeldwebel      | Oberfeldwebel       | Feldwebel           | Stabsunteroffizier  | Stabsunteroffizier Unteroffizier | Unteroffizier       | Oberstabsgefreiter Stabsgefreiter | Soldat       |

### Funktionsabzeichen
Die Funktionsabzeichen werden von Personen mit besonderer Stellung innerhalb des Kaitseliit als Kragenspiegel getragen.
|          | Hauptstab-Offiziere | Hauptstab-Offiziere        | Hauptstab-Offiziere       | Hauptstab-Offiziere                 | Senior-Stabsoffiziere  | Senior-Stabsoffiziere | Senior-Stabsoffiziere | Senior-Stabsoffiziere | Junior-Stabsoffiziere          | Junior-Stabsoffiziere       | Junior-Stabsoffiziere | Junior-Stabsoffiziere           |
| -------- | ------------------- | -------------------------- | ------------------------- | ----------------------------------- | ---------------------- | --------------------- | --------------------- | --------------------- | ------------------------------ | --------------------------- | --------------------- | ------------------------------- |
|          |                     |                            |                           |                                     |                        |                       |                       |                       |                                |                             |                       |                                 |
| Auastmed | Kaitseliidu ülem    | Kaitseliidu Peastaabi ülem | Kaitseliidu maleva pealik | Vanematekogu liige                  | Maleva vaneminstruktor | Malevkonna pealik     | Kompanii pealik       | Rühma pealik          | Rühmapealik eriüksustes        | Rühmapealiku abi            | Jaopealik             | Jaopealiku abi                  |
| Funktion | Kommandant          | Chef des Stabes            | Chef einer Malev          | Mitglied des Staatsverteidigungsrat | Chefausbilder          | Chef einer Malevkond  | Kompaniechef          | Zugführer             | Zugführer einer Spezialeinheit | Stellvertretender Zugführer | Gruppenführer         | Stellvertretender Gruppenführer |

## Aufgaben
Der Kaitseliit ist als Heimwehrorganisation Estlands eine Körperschaft öffentlichen Rechts und übt Hoheitsaufgaben aus. Sie ist eine der vier Teilstreitkräfte Estlands.
Das Hauptziel besteht darin, die Bereitschaft der Nation zur Verteidigung der Unabhängigkeit Estlands und seiner Verfassung auf Basis des freien Willens und der Eigeninitiative der Staatsbürger zu erhöhen.
Weitere Ziele sehen die Kooperation mit folgenden Partnern vor:
- Polizei- und Grenzschutzamt
- Regierungen der Landkreise sowie örtliche Behörden
- Rettungswesen
- Feuerwehren

### Öffentlichkeitsarbeit
Der Victory Day am 23. Juni 1918 wurde seit 1934 mit von Kaitseliit organisierten Militärparaden gefeiert. Seit dem Jahr 2000 wird diese Tradition fortgesetzt. Im Juni 2006 wurde die erste Flottenparade der estnischen Geschichte von dem Kaitseliit in Saaremaa durchgeführt.
Der Kaitseliit gibt die patriotische Zeitschrift Kaitse Kodu! („Schütze die Heimat!“) heraus.

## Nebenorganisationen
Dem Kaitseliit sind folgende Organisationen zugeordnet:
- Naiskodukaitse (Frauenheimwehr)

Diese Unterstützungsorganisation des Kaitseliit besteht aus speziell ausgebildeten freiwilligen Helferinnen, die Aufgaben des Zivilschutzes erfüllen.
- Noored Kotkad (Junge Adler)

Die Pfadfinderartige Jugendorganisation des Kaitseliit umfasst estnische Jungen im Alter zwischen acht und achtzehn Jahren. Das erklärte Ziel der Organisation ist eine Erziehung im Hinblick auf einen gesunden Körper, ethische Denkweise sowie psychische Stabilität. Neben zahlreichen Aktivitäten wie Fallschirmspringen, Gleitschirmfliegen, Orientierungsmärsche oder Schusswaffengebrauch nehmen die Jugendlichen untereinander an verschiedenen Wettkämpfen teil.
- Kodutütred (Heimattöchter)

Um Patriotismus und Bereitschaft der Verteidigung eines unabhängigen estnischen Staates zu steigern, wurde dieser pfadfinderartige Verein für patriotisch gesinnte estnische Mädchen zwischen acht und achtzehn Jahren gegründet.

## Ausrüstung

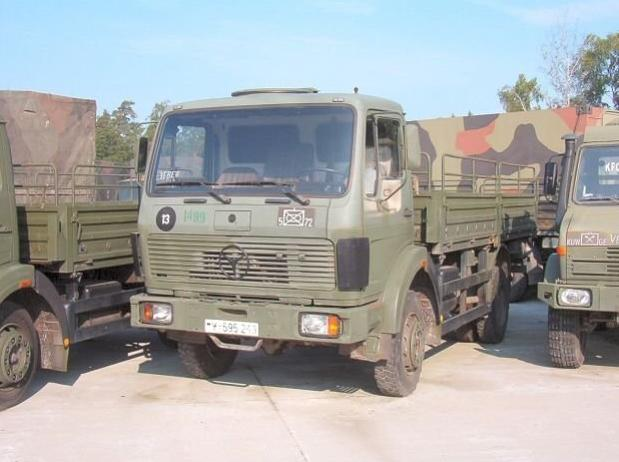
Mercedes-Benz-1017A der deutschen Bundeswehr, die Estland für den Kaitseliit kaufte

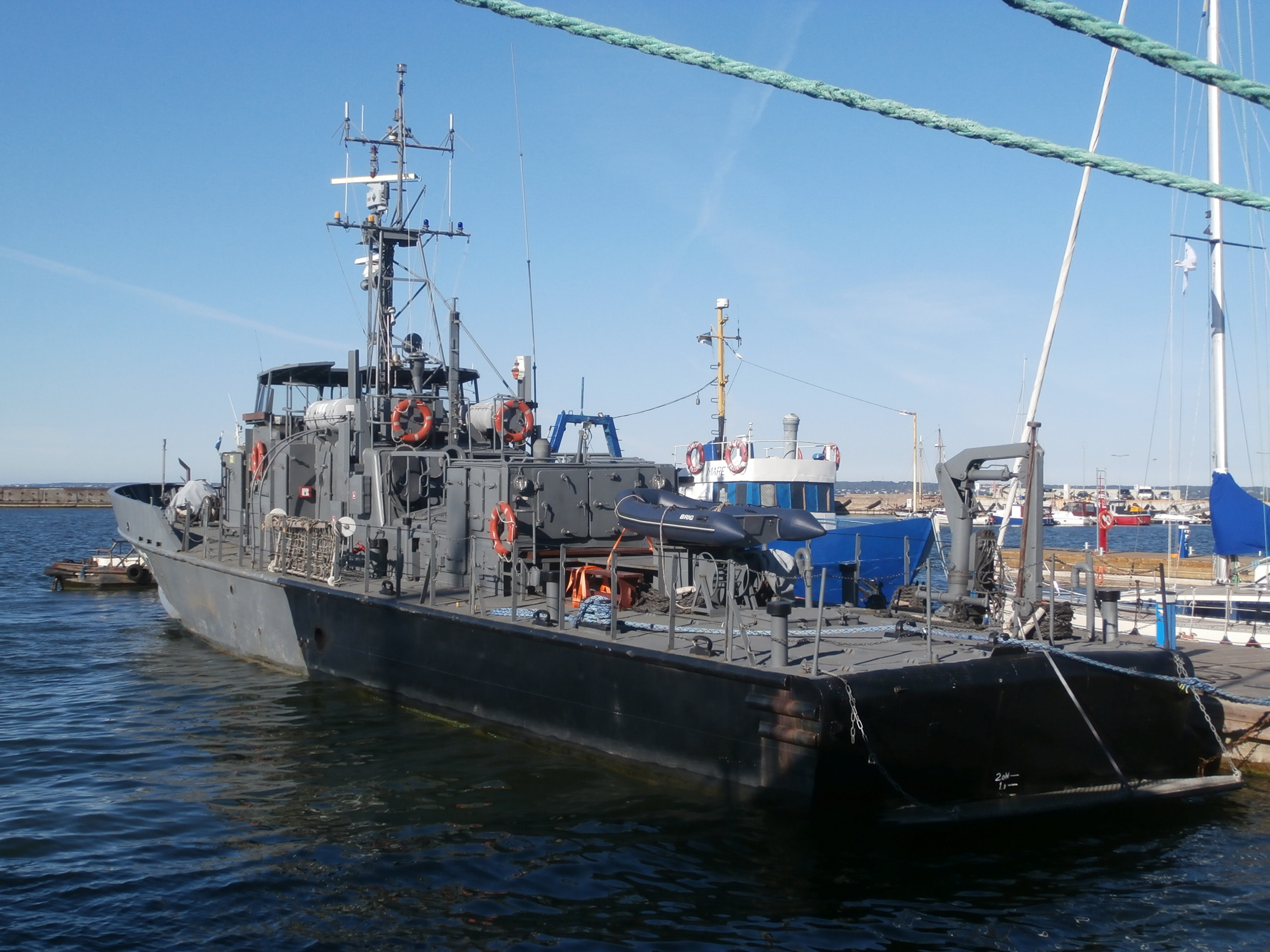
Patrouillenboot „Ristna“ (P422) der Marinedivision

Die erste Standardinfanteriewaffe des estnischen Heimwehrverbands war die IMI-Galil-Familie, dabei waren die Freiwilligen mit der IMI Galil AR ausgestattet. Die Galil wurde aufgrund des ungünstigen Schwerpunktes der Waffe stufenweise durch modifizierte M14 sowie hauptsächlich durch AK4 – die schwedische Version des G 3 A3 von Heckler & Koch – ersetzt. Die AK4 ist seitdem die neue Standardinfanteriewaffe, die Galil AR wird jedoch weiterhin bei Manövern als Waffe des Feindes verwendet. Als Pistole wird die Püstol PM verwendet.
Unterstützungsfeuer wird auf Gruppen- und Kompanieebene durch Ksp-58B- und MG-3-Maschinengewehre zur Verfügung gestellt. Darüber hinaus wird indirektes Feuer durch chinesische 40-mm-M-69-RPGs und israelische 82-mm-B-300-Panzerabwehrhandwaffen auf Truppebene sichergestellt, auf Bataillonsebene werden B455-81-mm-Mörser eingesetzt. Manche Kampfgruppen verfügen mit 84-mm-Carl-Gustav-Panzerbüchsen und 90-mm-Pvpj-1110-Panzerabwehrkanonen über Einheiten zur Panzerbekämpfung.
Der Heimwehrverband nutzt eine Vielfalt von taktischen Transportfahrzeugen (DAF Y-2300, GAZ-66, UAZ-31512, SKPF m/42, Volvo 934, Unimog, Robur, PAZ, KAMAZ) und verfügt über eine kleine Anzahl an Schützenpanzern, einschließlich zwei BTR-60 und fünf BTR-152. Als Geländefahrzeug wird der Volvo TGB1111A eingesetzt.
Im März 2014 kaufte Estland für den Kaiseliit 95 Mercedes-Benz-1017A aus Deutschland. Der Kaufpreis betrug zwei Millionen Euro.
Die Marinedivision des Kaitseliit betreibt zudem die Ristna, ein 1957 gebautes Patrouillenboot der Rihtniemi-Klasse, als Schul- und Museumsschiff.

## Ausbildung
Auf freiwilliger Basis nehmen an dem Kaitseliit Frauen und Männer teil, die in Kursen und Militärmanövern ausgebildet werden. Sie müssen mindestens 17 Jahre alt und estnische Staatsangehörige sein. Die Einheiten sind uniformiert und militärisch bewaffnet. Im Kriegsfall haben die Angehörigen des Kaitseliit Kombattantenstatus.
Neben militärischer Ausbildung werden den Mitgliedern des Kaitseliit auch andere Fähigkeiten gelehrt, die auch im zivilen Leben lebensnotwendig sein können. Mitglieder nehmen an Erste Hilfe Lehrgängen sowie fortführenden vertiefenden Lehrgängen im Bereich des Rettungswesens teil.
Reserveoffiziere können sich in ihrer Freizeit in entsprechenden Lehrgängen auf ein Fachgebiet spezialisieren, z. B. in der Medizin, im Fernmeldewesen oder Pionierwesen an; oder an der Estonian Defence League School in folgenden Führungslehrgängen weiterbilden:
- Lehrerkurs – Defence Forces Teachers course
- Ausbilderkurs – Defence Forces Instructor course
- Führungskurs – Leaderships course

Andere Staaten arbeiten im Bereich der Ausbildung sehr stark mit dem Kaitseliit zusammen, z. B.: die Streitkräfte und Nationalgarden von Lettland, Litauen, Finnland, Schweden, Dänemark, Norwegen und den USA.

## Einsätze
Mitglieder des Kaitseliit steht es offen, sich freiwillig für Auslandseinsätze der regulären Streitkräfte zu bewerben. Bisher nahmen Kräfte des Kaitseliit an folgenden Missionen teil:
- ESTGUARD – ein Infanteriezug im Rahmen der EUFOR/Operation Althea[13]
- ESTRIF – ein Infanteriezug für KFOR[14]
- ein Zug auf Bereitschaft für die Nordic Battlegroup[8]
- Stabsoffiziere für KFOR-Hauptquartier im Kosovo
- Teilnahme einzelner Mitglieder bei ISAF und MNF-I

Vor jedem Auslandseinsatz gibt es ein intensives 20 Wochen langes Training, welches auf die zu erwartenden Einsatzbedingungen im jeweiligen Einsatzland zugeschnitten ist und zusammen mit den regulären Truppen durchgeführt wird.